# Kawaleria ludowego Wojska Polskiego

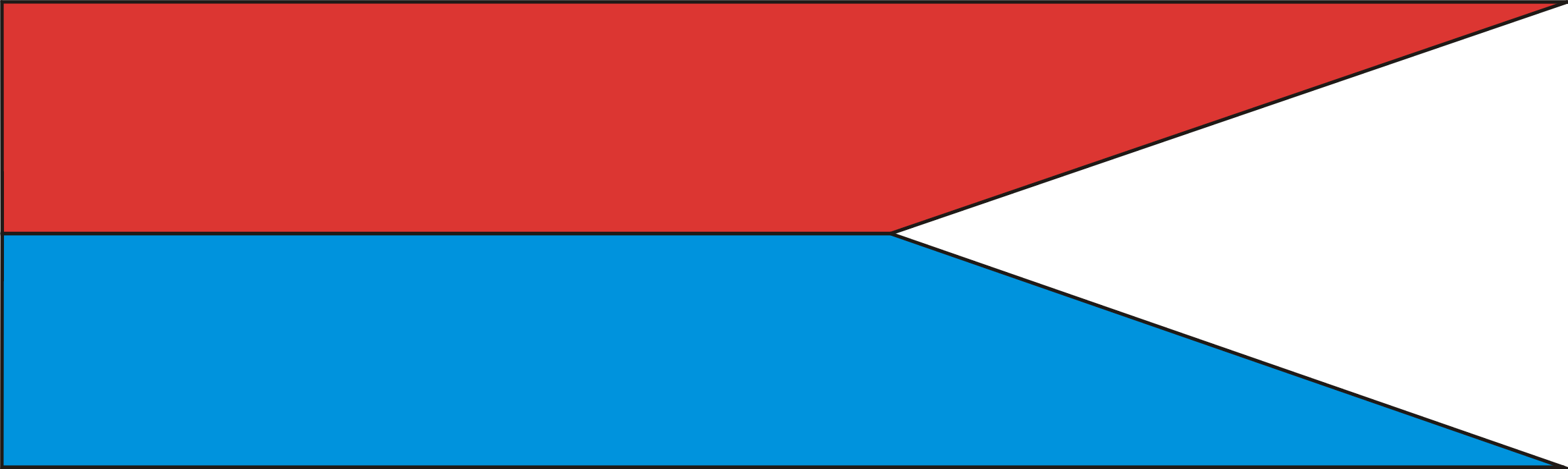
Proporczyk kawalerii ludowego Wojska Polskiego

Kawaleria ludowego Wojska Polskiego – jeden z rodzajów wojsk Wojska Polskiego w latach 1943–1990.

## Polska kawaleria na froncie wschodnim

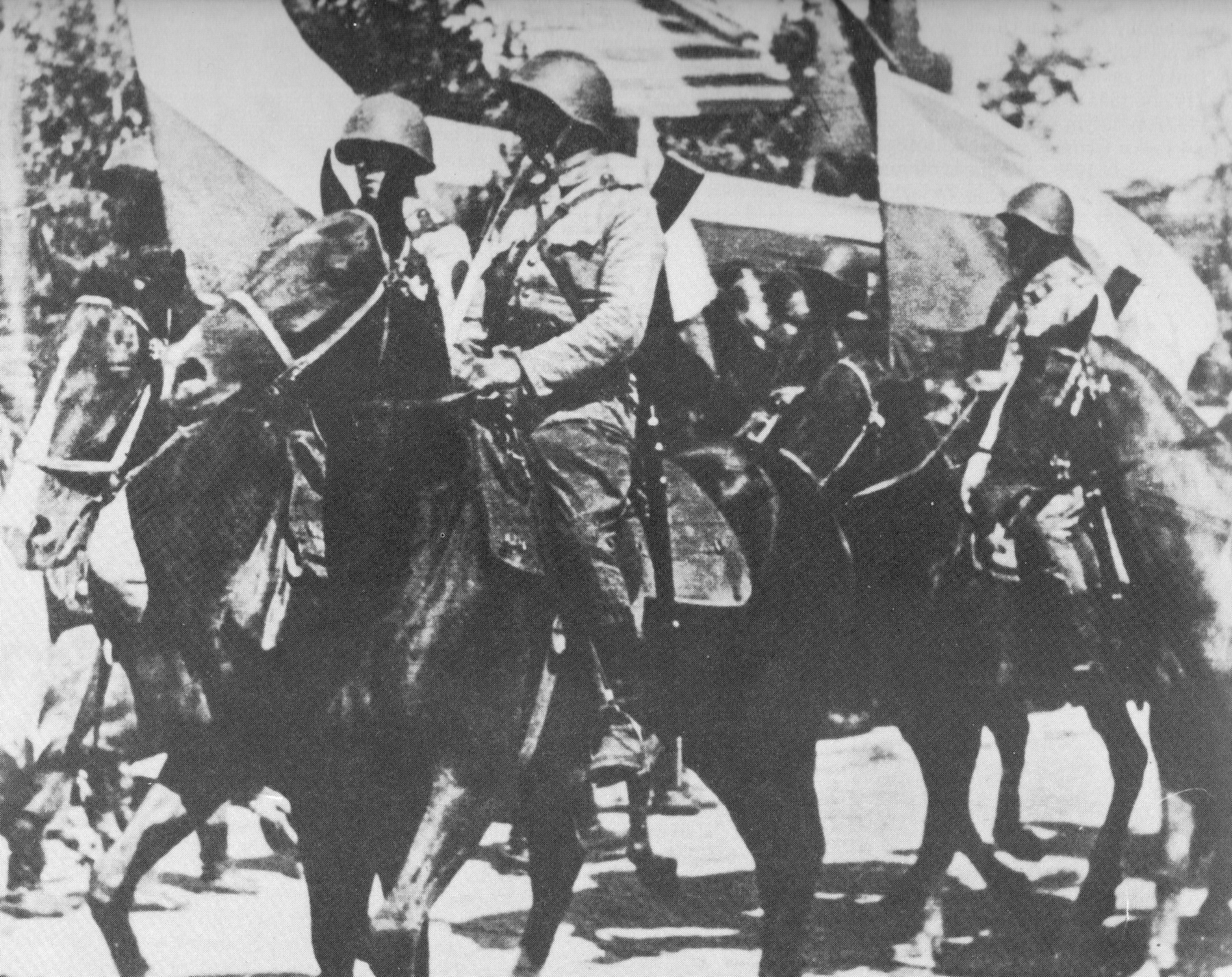
Podczas defilady 15 sierpnia w Lublinie

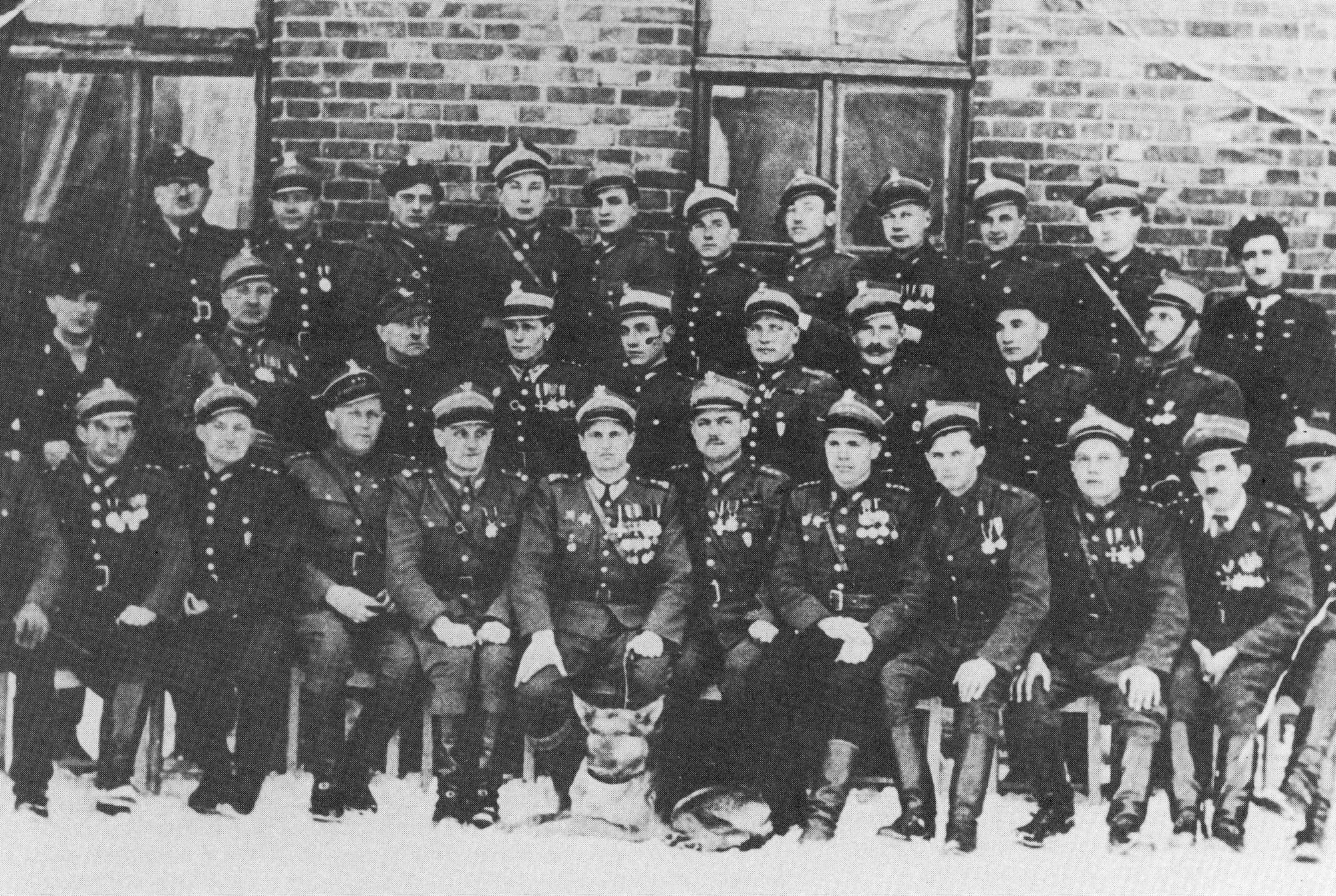
Oficerowie 1 Brygady w styczniu 1945 roku

Podczas formowania w ZSRR polskich jednostek zdecydowano też o tworzeniu polskiej kawalerii. Orędownikiem jej tworzenia był szef sztabu korpusu, obywatel radziecki polskiego pochodzenia, płk Włodzimierz Radziwanowicz. Nieetatowe zalążki kawalerii powstały zanim jeszcze ukazał się oficjalny rozkaz w tej sprawie.
W 1944 roku sformowano według etatu 06/450 1 Samodzielną Brygadę Kawalerii. Etat brygady obejmował dowództwo, sztab, wydział polityczno-wychowawczy, szefów służb, pluton dowodzenia, dwa pułki ułanów, dywizjon artylerii konnej, baterię artylerii przeciwlotniczej, szwadron łączności, szwadron saperski, park artyleryjski, zmotoryzowany oddział zaopatrzenia i transportu, szwadron sanitarny, szwadron zabezpieczenia technicznego, ambulans weterynaryjny, punkt przesyłkowy jeńców, pluton informacji, polową kasę i wojskową stację pocztową nr 2977. W sumie etat przewidywał stan 3025 ludzi.
Podstawowy proces formowania pułku ułanów odbywał się w rejonie Trościańca pod Sumami. Największy problem w tym okresie stanowił niedostatek odpowiednich koni. Małe, kosmate, nieprzywykłe do ludzi konie mongolskie stawiały nieustanny opór. Dlatego też, gdy w rejonie Klewania zaistniała konieczność użycia mongolskich koników do transportu 4 Dywizji Piechoty, dowódca brygady nie zabiegał o ich powrót. W wyniku tego część stanu 1 SBK wkroczyła do Chełma pieszo. Brygada kwaterowała w koszarach dawnego 7 pp i 15 sierpnia na defiladzie w Lublinie wystawiła zaledwie kilka szwadronów oraz pluton taczanek.
Uzupełnienia koni spodziewano się dokonać dopiero w wyniku ich mobilizacji przeprowadzonej jesienią 1944 roku. Mobilizacja ta nie spełniła jednak oczekiwań, dopiero w toku ofensywy zimowej i walk na terenie Pomorza Zachodniego uzupełniono stan koni.
Z chwilą zakończenia wojny 1 SBK przekształcono w 1 Warszawską Dywizję Kawalerii włączając do niej plutony z pułków piechoty.
W skład indywidualnej i zespołowej broni palnej wchodziły rewolwery Nagant, pistolety TT, pistolety maszynowe PPSz, karabiny Mosina w wersji skróconej z bagnetem składanym, umocowanym na stałe i z bagnetem nakładanym, karabiny maszynowe ręczne i ciężkie, rusznice ppanc.: PTRD i PTRS. Na sprzęt artyleryjski składały się moździerze 82 mm, działa ppanc. 45 mm, działa 76 mm typu pułkowego i dywizyjnego oraz działa plot. 37 mm. Bronią sieczną ułanów były szaszki wzoru używanego w kawalerii radzieckiej: bez jelca, rękojeść otwarta, trzon rękojeści drewniany, skośnie profilowany, głowica mosiężna na końcu silnie rozszerzona i rozdwojona z poprzecznym otworem do przyczepienia temblaka, głownia niezbyt wygięta. Pochwa skórzana czarna lub drewniana, obciągnięta czarną ceratą, okucie górne mosiężne, poniżej mosiężna ryfka z brajcarkiem, okucie dolne mosiężne, żelazne niklowane lub żelazne czarno lakierowane. Początkowo wszyscy jezdni używali szabli jednolitego wzoru, później do reprezentacyjnych i ceremonialnych wystąpień służbowych używano również szabli oficerskich przedwojennego wzoru z 1921.
Proporczyk kawaleryjski, w odróżnieniu od trójkątnych proporczyków innych broni, miał kształt prostokąta o wymiarach 6×3 cm, z trójkątnym wycięciem 2,5 cm, w kolorze czerwono-jasnoniebieskim. Po sformowaniu 1 SBK proporczyki takie nosili żołnierze sztabu brygady, żołnierze służb oraz zapasowego pułku kawalerii. Powstające jednostki kawalerii przyjęły tradycyjne barwy polskich jednostek okresu przedwrześniowego. Zwyczajowo oficerowie sztabu nosili proporczyki pułków kawalerii, z których przybyli.
Barwy oddziałów występowały też w formie proporczyków na lancach. Początkowo brygada lanc nie posiadała, jednakże rozkaz nr 13 przewidywał wyposażenie kawalerii w proporczyki na lance o barwach narodowych. Pierwsze lance sporządzono prowizorycznie. Po wkroczeniu na dawne tereny polskie uzyskano pewną liczbę lanc z okresu międzywojennego, które wożono jako oznaki poszczególnych szwadronów. Z czasem proporczyki o barwach narodowych zaczęto zastępować proporczykami o barwach pułków lub szwadronów specjalnych, na których zaznaczono numer szwadronu albo baterii. Proporce szwadronowe miały wygląd prostokąta z wycięciem, złożonego jakby z dwóch części: od strony wycięcia proporzec był dwukolorowy o barwach pułku.
Poszczególne szwadrony oznaczano barwami: 1 szwadron – czerwony, 2 szwadron – biały, 3 szwadron – żółty, 4 szwadron – niebieski, szwadron ckm – czarny. Dowództwo 1 SBK używało proporca w formie biało-czerwonego trójkąta, a po utworzeniu 1 WDK proporca złożonego od strony wycięcia z części biało-czerwonej, a od strony drzewca z kwadratu podzielonego na cztery pola oznaczające pułki. W górnym rzędzie: pole czerwone z cyfrą 1 oznaczało 1 puł, pole białe z cyfrą 2 – 2 puł; w dolnym rzędzie: pole żółte z cyfrą 3 – 3 puł, pole czarne bez cyfry – 57 pak.

## Pokojowa reorganizacja kawalerii
W chwili zakończenia wojny ludowe Wojsko Polskie dysponowało tylko jedną jednostką kawalerii. Była to 1 Warszawska Samodzielna Brygada Kawalerii ze składu 1 Armii WP. W połowie maja 1945 brygada przeszła do dyspozycji Naczelnego Dowództwa Wojska Polskiego. Jednocześnie rozpoczęto przeformowanie jej w dywizję kawalerii. Formowana w Koszalinie, Trzebiatowie i Sławnie dywizja liczyła 6500 żołnierzy. Po zakończeniu formowania, w czerwcu 1945 roku kawaleryjski związek taktyczny przekazano 2 Armii WP. We wrześniu 1945 roku 1 Warszawską Dywizję Kawalerii włączono do OW Pomorze, a potem przeformowano ją na etaty pokojowe o ogólnym stanie 4300 żołnierzy. Na początku 1946 roku przeprowadzono kolejną reorganizację, a stan dywizji zmniejszył się do 3600. W listopadzie 1946 roku 1 Dywizję Kawalerii wyłączono z OW Pomorze i podporządkowano dowódcy OW Warszawa. Jednocześnie dywizja zmieniła miejsce dyslokacji na Garwolin. Pod koniec stycznia 1947 roku podjęto decyzję o rozformowaniu dywizji. Z jej oddziałów wydzielono 100 kawalerzystów, tworząc z nich reprezentacyjny szwadron ułanów, który włączono do batalionu wartowniczego stacjonującego w Warszawie. W połowie 1948 roku szwadron ten został też rozformowany.
Ze względu na jej niewielką rolę w okresie II wojny światowej kawaleria nie była uznawana w świecie za perspektywiczny rodzaj wojsk. Większości ówczesnych armii rezygnowała z utrzymywania tego typu jednostek jako nie odpowiadających wymaganiom współczesnego pola walki.